# Gorg de Creixell
El gorg de Creixell correspon a un fragment relictual d'un conjunt de sistemes naturals singulars testimonis de la notable diversitat i riquesa del paisatge vegetal primitiu del litoral sorrenc del sistema Mediterrani central. Concretament, l'espai conserva valors naturals propis dels ecosistemes de dunes i maresmes essent continuació física i ecològica de la zona humida veïna de la Platja de Torredembarra. Els aiguamolls es desenvolupen entre els cons formats per les desembocadures del torrent de la Murta i l'antic torrent de la Masieta i, tot i que es troben actualment força degradats, són perfectament visible en diverses fotografies aèries realitzades des de 1948.
La platja de Torredembarra i Creixell és una àrea d'importants valors botànics, que acull algunes espècies i comunitats relictuals situades en els límits de les seves àrees de distribució. Hi són representades diverses comunitats psammòfiles i halòfiles del litoral sorrenc que en el cas de Torredembarra hi són ben representades. Les zones sorrenques, amb sòls d'alta salinitat i amb un important moviment mecànic, són encara força extenses. En aquest ambient prosperen diverses comunitats de platja i de duna que presenten una zonació característica - de jull de platja (Agropyretum mediterraneum), de borró (Ammophiletum arundinaceae) i de reraduna amb crucianela marina (Crucianelletum maritimae) -. Els salicornars subarbustius (Arthrocnemetum fruticosi) i alguns poblaments de limòniums (Artemisio-Limonietum virgati) apareixen en la banda interna sobre sòls compactes, humits i salats, només interromputs per alguns estanys d'aigües salabroses. També són freqüents les jonqueres amb plantatge crassifoli (Schoeno-Plantaginetum crassifoliae) i petits pradells de teròfits primaverals de reraduna (Saginion maritimae) que apareixen localitzats en petites superfícies de sòls nus i salins.
Si es tenen en compte els diferents hàbitats d'interès comunitari presents hi destaquen les llacunes litorals com a hàbitat prioritari (codi 1150), els prats i jonqueres halòfils mediterranis (Juncetalia maritimi) (codi 1410) i els matollars halòfils mediterranis i termoatlàntics (Sarcocornetea fruticosae) (codi 1420). Pel que fa als hàbitats corresponents a zones dunars s'hi localitzen les ja mencionades dunes movents embrionàries (codi 2110), dunes movents del cordó litoral, amb borró (Ammophila arenaria) (codi 2120) i dunes litorals fixades, amb comunitats del Crucianellion maritimae (codi 2210).
Les característiques ecològiques singulars del Gorg de Creixell i de l'espai del PEIN platja de Torredembarra, són ideals pel refugi i descans de molts espècies d'aus com l'esplugabous (Bubulcus ibis), el martinet blanc (Ergetta garzetta) d'entre les espècies de limícoles, la presència del corriol camallarg (Himantopus himantopus), el gros (Charadrius hiaticula), el bec d'alena (Recurvirostra avosetta) i corriol camanegre (Charadrius alexandrinus) que hi podria criar. Quant a l'herpetofauna, és especialment interessant la presència de diverses espècies meridionals com ho són la sargantana cua-llarga (Psammodromus algirus), la sargantana comuna (Podarcis hispanica) i la sargantana cua-roja (Acanthodactylus erythrurus); aquesta última considerada un dels rèptils més amenaçats de Catalunya. Els sorrals també acullen una fauna invertebrada característica d'aquest ambient particular.
Aquest espai representa doncs, un conjunt de sistemes naturals singulars i molt fràgils, alguns d'ells molt rars a les costes catalanes i actualment en greu regressió. L'espai del gorg del Creixell es troba molt degradat actualment. Des dels anys seixanta del segle passat fins ara ha sofert un procés de transformació i de dessecació. Actualment, s'hi detecta una degradació constant de la vegetació i de les llacunes litorals per hiperfreqüentació estiuenca que, amb un trepig i calcigament constants, condueix a una degradació i empobriment progressiu de l'espai. També cal destacar l'abocament de deixalles, runes i aigües residuals o el pas de vehicles motoritzats. A més no es pot oblidar l'ocupació de l'espai per diversos càmpings al terme municipal de Creixell.
Es tracta d'un espai que necessita urgentment la restauració de les condicions naturals, la conservació i potenciació de la seva vegetació natural així com el manteniment i la millora de les condicions que han propiciat la presència d'espècies faunístiques d'interès. Pensant en la preservació definitiva de l'espai, des del mes de juny de l'any 2005 la zona humida que ens ocupa gaudeix de la figura de protecció de l'espai d'interès natural Platja de Torredembarra i Creixell, que inclou tant l'actual paratge com el de la zona humida de la Platja de Torredembarra.